# Stollen bei Ibbenbüren-Osterledde
Stollen bei Ibbenbüren-Osterledde este o arie protejată (arie specială de conservare — SAC, sit de importanță comunitară — SCI) din Germania întinsă pe o suprafață de 0,16 ha, integral pe uscat.

## Localizare
Centrul sitului Stollen bei Ibbenbüren-Osterledde este situat la coordonatele 52°16′28″N 7°48′43″E / 52.2744°N 7.8119°E.

## Înființare
Situl Stollen bei Ibbenbüren-Osterledde a fost declarat sit de importanță comunitară în martie 2001.

## Biodiversitate
Situată în ecoregiunea continentală, aria protejată nu include niciun habitat protejat.
La baza desemnării sitului se află mai multe specii protejate de  mamifere (2): liliac de iaz (Myotis dasycneme), liliac comun (Myotis myotis).
Pe lângă speciile protejate, pe teritoriul sitului au mai fost identificate 3 specii de mamifere.